# صلح و آتش‌بس الهی

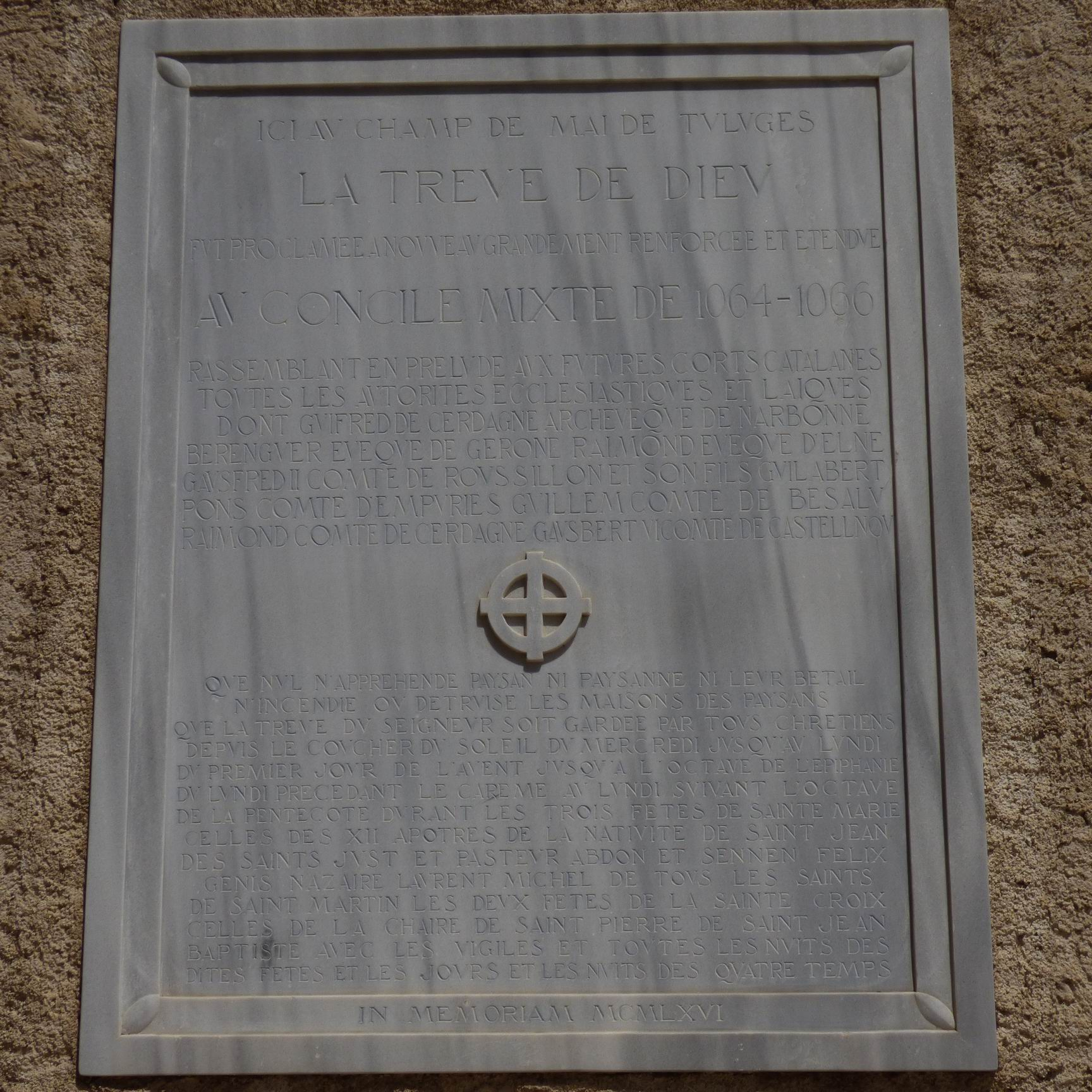
صلح و آتش‌بس الهی

صلح و آتش‌بس الهی (به لاتین: Pax et treuga Dei) جنبشی در قرون وسطی به رهبری کلیسای کاتولیک رم و نخستین جنبش صلح‌طلبانه گستردهٔ در تاریخ بود. اروپای غربی پس از حملات وایکینگ‌ها، مجارها و مسلمانان در قرن ۹ و ۱۰ میلادی و همچنین با سقوط امپراتوری کارولنژی، از جهات بسیاری به صورت یک اردوگاه نظامی درآمده بود؛ و قلعه‌های زیادی در تمامی اروپای غربی ساخته شده بود و شوالیه‌های مسلح و جنگجویان تعلیم‌دیده در همه جا حضور داشتند. نظر به فقدان اقتدار مرکزی و کثرت جنگجویان و شوالیه‌ها، خشونت در اشکال گوناگون به چشمگیری در اروپای غربی افزایش یافت. کلیسا کوشید با ارائه راهکارهایی خشونت را کاهش دهد: نخست، راهکار صلح الهی (Peace of God) بود که افرادی را به غیرنظامیان حمله می‌کردند با کیفر الهی تهدید می‌کرد؛ دوم، راهکار آتش‌بس الهی (Truce of God) بود که طی آن جنگ در روزهای یکشنبه و ایام مقدس قدغن می‌شد.